# Бакурское муниципальное образование
Бакурское муниципальное образование — сельское поселение в Екатериновском районе Саратовской области Российской Федерации.
Административный центр — село Бакуры.

## История
Статус и границы сельского поселения установлены Законом Саратовской области от 27 декабря 2004 года № 83-ЗСО «О муниципальных образованиях, входящих в состав Екатериновского муниципального района».

## Население
| 2010  | 2011  | 2012  | 2013  | 2014  | 2015  | 2016  |
| ----- | ----- | ----- | ----- | ----- | ----- | ----- |
| 1864  | ↘1859 | ↘1824 | ↘1807 | ↗2494 | ↘2462 | ↘2423 |
| 2017  | 2018  | 2019  | 2020  | 2021  |       |       |
| ↘2367 | ↘2302 | ↘2277 | ↘2225 | ↘2141 |       |       |

## Состав сельского поселения
| №  | Населённый пункт | Тип населённого пункта       | Население |
| -- | ---------------- | ---------------------------- | --------- |
| 1  | Аннино           | посёлок                      | ↘122      |
| 2  | Баклуши          | село                         | ↘61       |
| 3  | Бакуры           | село, административный центр | ↘1312     |
| 4  | Жулевский        | посёлок                      | 8         |
| 5  | Ивановка         | село                         | ↗206      |
| 6  | Комаровка        | село                         | ↘437      |
| 7  | Корсакова Поляна | село                         | ↘96       |
| 8  | Кручи            | село                         | ↘289      |
| 9  | Михайловка       | село                         | 46        |
| 10 | Шиловка          | деревня                      | 21        |